# 夢のあとに (フォーレ)

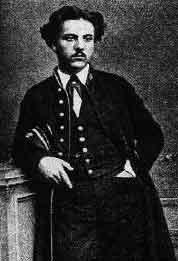
ガブリエル・フォーレ

『夢のあとに』（ゆめのあとに、フランス語: Après un rêve）作品7の1は、ガブリエル・フォーレが1877年に作曲した3つの歌曲からなる歌曲集（連作歌曲）の第1曲（ハ短調）である。ロマン・ビュシーヌによる作者不詳のイタリアの詩からの訳詩をもとに作曲された。マルグリット・ボニー夫人に献呈されている。初演は1879年1月11日に国民音楽協会にてアンリエット・フュックス夫人により行われた。楽譜は1878年シューダンス社から、1887年にアメル社から出版された。平韻の形の押韻はあるが、音節は一定ではない自由詩訳である。フォーレの歌曲中最も有名な作品で、様々な編曲で演奏される。

## 概要
フォーレの初期のロマンスの代表作と言われている余りにも有名な曲である。詩としての価値を評価されない凡庸な恋歌ではあるが、フォーレは創造力を羽ばかたせ、このような美しい音楽を誕生させたのである。フォーレはこの曲をマリアンヌからの婚約の解消を言い渡された後で、苦しみの中で作曲した。
ネクトゥーによれば「本作は、フォーレが日々どんな精神状態で生きてきたかを明白に表している。ロマン・ビュシーヌがありきたりに訳したイタリア語の詩「私は幸福を・・・燃えさかる幻を夢見ていた」（Je rêvais le bonheur, ardent mirage）に曲を付けるのに、きっと彼は苦い思いを味わったに違いない。〈アンダンティーノ〉、ハ短調の極めて豊かな表現力によって、この曲は有名になったが、代々《女性声楽家》たちによって、耳障りな声で歌われてきたり、多彩な交響楽団からビヤホールの小規模な楽団に至るまでのあらゆる編成用に編曲されてきた。だが、とりわけ注目すべきは1910年に出版されたパブロ・カザルスによる編曲版であろう。彼はチェロの名曲の中に、サン＝サーンスの『白鳥』と共にこの曲を取り入れたのである」。